# Jorge el curioso
Jorge el curioso (cuyo título original es Curious George) es una saga de libros para niños, escritos por la pareja Hans Reyersbach y Margret Waldstein. Ellos narran la historia de un chimpancé marrón llamado Jorge en el cual «El hombre del sombrero amarillo» lo trajo desde África para vivir a la ciudad. 
Apareció por primera vez en Ecuador, el libro "Cecily G. y los nueve monos" (1939) se refiere a Jorge como Fifi en dicho país. Mientras que, en el Reino Unido, fue llamado Zozo, para evitar la referencia del rey Jorge VI en un simio. En 1941 se publicó el primer libro de Jorge el curioso hasta 1966 que se publicaron en total 7 libros denominados como "originales". 
La serie de televisión de Jorge el Curioso se estrenó el 4 de septiembre de 2006 por la cadena de televisión pública PBS en Estados Unidos. También se ha emitido en Latinoamérica por Boomerang desde 2006 hasta 2008 y por Discovery Kids desde el 3 de noviembre de 2008 hasta la actualidad. Además, cuenta con seis películas.

## Historia
La serie fue escrita y dibujada por Hans Augusto Reyersbach y Margret Waldstein. La pareja escapó de París en junio de 1940 en bicicletas, llevando consigo el manuscrito original de Jorge el Curioso escrito por ellos mismos.  Al inicio, solo H. A. Reyersbach tuvo crédito por el trabajo. Para tratar de destacar los libros de la pareja, entre el gran número de libros infantiles escritos por mujeres, posteriormente Hans Reyersbach tuvo crédito por las ilustraciones y Margret Waldestein por los textos. La pareja produjeron muchos otros cuentos para niños, pero la serie de Jorge el Curioso fue la más popular.
Las aventuras del simio Jorge y su curiosidad tomaron vida, además de la colección de libros infantiles, en un largometraje y también en una serie de televisión.

## Libros
En total se publicaron siete libros:
- Jorge el curioso (1941)[4]
- Felicidades, Jorge el curioso tiene trabajo (1947)
- Jorge el curioso monta en bicicleta (1952)
- Jorge el curioso obtiene una medalla (1957)
- Jorge el curioso vuela una cometa (1958)
- Jorge el curioso aprende el alfabeto (1963)
- Jorge el curioso va al hospital (1966)

## Películas
- Jorge el Curioso (2006)
- Jorge el Curioso: ¡Sigue a Ese simio! (2007)
- Jorge el Curioso: De Regreso a la Jungla (2015)
- Jorge el Curioso: Simio Real (2019)
- Jorge el Curioso: De Visita en el Salvaje Oeste (2020)
- Jorge el Curioso: ¡Cabo Ahoy! (2021)
- Jorge el curioso: Una aventura de princesas (2010)

## Argumento
Jorge el Curioso es un chimpancé marrón joven traído desde África por el hombre del sombrero amarillo, el cual es una figura paterna para Jorge. Jorge es un monito muy amigable pero bastante problemático en algunas ocasiones debido principalmente a que su increíble curiosidad lo mete en problemas.

## Personajes
Nota: Algunos de estos personajes solo aparecen en la serie de televisión del 2006.
- Jorge el Curioso

Jorge es un chimpancé marrón que vive con el hombre del sombrero amarillo (Ted), donde vive alegre y feliz con sus amigos, curioso como siempre con todo lo que pasa a su alrededor, es muy amigable con los demás animales y le encanta jugar con sus amigos (Hundley el perro salchicha, Ñoqui el gato travieso, y Charkie el perro que siempre se escapa para poder jugar con él), además de vivir en la ciudad, él tiene amigos en el campo como el Señor y la Señora Quint, Bill y el Señor y la Señora Renkins.
- El hombre del sombrero amarillo

Conocido como el hombre del sombrero amarillo (Ted Shackelforf) es el mejor amigo de Jorge y una figura paterna que suele confiar en que su protegido jamás se meterá en problemas. Es un escritor muy querido en el vecindario, y suele distraerse jugando a las damas, bolos o leyendo libros con su amigo Jorge. Tiene un departamento en la ciudad, y una casa en el campo.
EN LA CIUDAD
- Chef Pisguetti

El dueño del restaurante italiano localizado a la vuelta de la esquina del edificio de Jorge, a quien le tiene mucho cariño. El hombre del sombrero amarillo es uno de sus mejores clientes.
- Ñoqui, el gato del restaurante italiano

Es el gato del Chef Pisguetti. Le gusta curiosear al igual que Jorge, pero solo descubrir cosas nuevas y no saber como funcionan.
- Hundley el perro salchicha

Es el perro del portero del edificio donde vive Jorge, a diferencia de éste, le encanta el orden y la disciplina, por lo que no le gusta reconocer su simpatía por Jorge.
- El Portero

Es el dueño de Hundley y portero de los apartamentos donde viven Jorge y el hombre del sombrero amarillo.
- La profesora, astrónoma y paleontóloga Wiseman

La mejor amiga del hombre del sombrero amarillo. En el episodio "Jorge va al espacio" es astrónoma, paleontóloga en "Jorge se fractura" y profesora en casi todos los episodios.
- Tía Margaret

Proveniente de España, tiene un Cocker spaniel llamado Charkie.
- Tía Sylvia

Es la tía adinerada preferida de Jorge. Consiente mucho al Hombre del Sombrero amarillo y más a Jorge.
- Betsy y Steve

Son hermanos y sobrinos de la Tía Margaret, son amigos de Jorge en la ciudad.
- Charkie, la mascota de Betsy y Steve

Es una perrita negra, que con sus travesuras mete a Jorge en varios divertidos aprietos.
- Sr. Glass

Es un multimillonario que casi siempre ayuda a Jorge, ya sea en conseguir trabajo o sacarlo de apuros.
EN EL CAMPO
- Bill

Es uno de los amigos de Jorge y tiene conejos, prefiere la vida en el campo, ve a Jorge como un chico de ciudad.
- Señor y Señora Quint

Amigos de Jorge. El señor Quint tiene 4 hermanos gemelos más.
- Señor y señora Renkins

Son los agrónomos del campo.
- Ally Renkins

Mejor amiga de Jorge, nieta de los granjeros Renkins.

## Otros medios
Jorge el curioso tuvo tanto éxito que se adapto tanto para la televisión, formato de vídeo casero, videojuegos y películas, tanto directo a vídeo como para la pantalla grande.
En 1958, un corto animado de 16 mm llamado "Curious George Rides a Bike" fue producido por Weston Woods Studios y luego lanzado en DVD.
Entre los años 1979 y 1982, se produjo una serie de televisión en animación tradicional de Jorge el curioso la cual constó de 79 episodios los cuales se transmitieron dentro del programa Pinwheel de Nickelodeon.  Esta serie fue producida y coescrita por Alan Shalleck.
En 1983, el animador John Clark Matthews produjo un corto de 16 mm animado en stop-motion llamado "Curious George Goes to the Hospital", el cuál fue producido por Churchill Films y creada con figuras de títeres, y basado en el libro del mismo nombre. En 1984, produjeron otro corto con la misma técnica y las mismas marionetas, esta vez, basado en el libro original. de 1941.
En 1992, se empezó a formar la idea para hacer una película de Jorge el curioso para el cine. Esta película fue hecha con animación tradicional y CGI, y sería estrenada el 10 de febrero del 2006, con Will Ferrell como la voz de Ted, el hombre del sombrero amarillo. Gran parte de la historia es una versión modernizada y menos cruel del libro original, con algunas referencias a otros libros de la serie. En esta película, el hombre del sombrero amarillo no se lleva a Jorge a la fuerza, sino que este último es quien decide seguirlo. Frank Welker proporcionó su voz para los sonidos de Jorge. 
Pocos meses después, se estrenaría una serie de televisión en PBS Kids, y en Latinoamérica fue estrenada en 2008 por Discovery Kids. Esta serie seguía la misma continuidad de la película. Esta serie sigue siendo transmitida en la actualidad en diversos territorios. En 2010 se estreno la secuela de la película, esta vez directo a vídeo, y en 2015 se estrenaría otra secuela más. También se crearon películas para televisión y especiales dentro de la continuidad de la serie.